# 首席元老
首席元老（拉丁語：princeps senatus）或元首，是羅馬元老院的領導人。該職務不屬於晉升體系（cursus honorum）的範圍內，而且未擁有統治大權，但是仍然給握有它的元老帶來巨大的威望。

## 任命
首席元老並不是終身任命，他被每次新的兩位監察官所選出（即每五年）。然而，監察官能夠確認一位首席元老的任期延長多五年。首席元老是從帶有執政官的地位的貴族元老選出。成功的候選人必須是一位貴族，政治紀錄毫無暇疵，及得到他的同僚元老尊敬。

## 工作内容
- 宣布元老院會期的開始與終結
- 決定會議事項
- 決定會議應該在那裏召開
- 維持會期的秩序以及其它規則
- 以元老院名義接見外國使者
- 以元老院的名義寫發書信

羅馬共和終結後，首席元老就是羅馬皇帝（參見第一公民）。可是，在三世紀危機期間，某些其他的人握有這職務；未來的皇帝瓦勒良在馬克西米努斯·色雷克斯與戈尔迪安一世在位的時候（238年）曾握有這職務。

## 首席元老列表
- 前214年 – Marcus Fabius Buteo
- 前209年 – Quintus Fabius Maximus Verrucosus
- 前199年 – Scipio Africanus
- 前184年 – Lucius Valerius Flaccus（英语：Lucius Valerius Flaccus (consul 86 BC)）
- 前179年 – Mamercus Aemilius Lepidus
- 前147年 – Publius Cornelius Scipio Nasica
- 前136年 – Appius Claudius Pulcher
- 前131年 – Lucius Cornelius Lentulus Lupus
- 前125年 – Publius Cornelius Lentulus
- 前115年 – Marcus Aemilius Scaurus（英语：Marcus Aemilius Scaurus (consul 115 BC)）
- 前86年 - Lucius Valerius Flaccus